# Sint-Hubertuskerk (Asse)

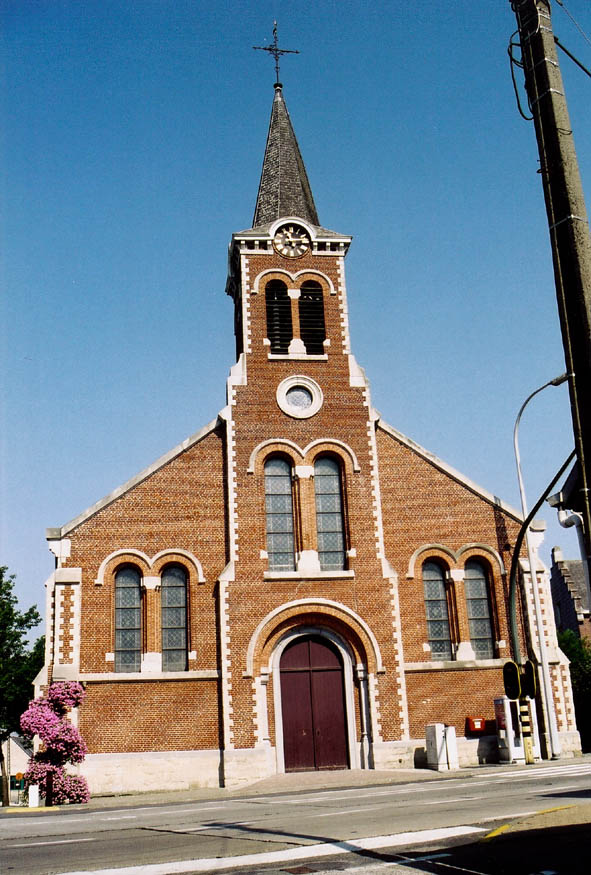
Sint-Hubertuskerk

De Sint-Hubertuskerk is de parochiekerk van de tot de Vlaams-Brabantse gemeente Asse behorende plaats Asse-ter-Heide, gelegen aan de Gentsesteenweg.

## Geschiedenis
In Asse-ter-Heide was al vroeg een kapelletje, gewijd aan Onse lieve vrouwe in den Noot en opgericht vanuit de Abdij van Affligem. In 1426 werd het herbouwd nadat hertog Jan IV van Brabant in deze omgeving een jachtongeval had gekregen. Nu werd de kapel aan Sint-Hubertus, patroon van de jacht, gewijd.
Begin 17e eeuw werd de kapel, die omgeven was door een begraafplaats, vergroot. In 1722 werd de kapel afgebeeld als een zaalkerkje met driezijdig afgesloten koor. Vanaf 1767 werden er zondagsmissen opgedragen en in 1864 werd Asse-ter-Heide, waarvan de bevolking sterk was toegenomen, verheven tot een zelfstandige parochie.
Tussen 1866 en 1868 werd de kapel gesloopt als kerk herbouwd met een afwijkende oriëntatie. Ook werd rond deze tijd vanuit de parochie een school en een kerkhof in gebruik genomen.

## Gebouw
Het betreft een naar het noordwesten georiënteerde zaalkerk met driezijdig afgesloten koor en ingebouwde toren. De kerk heeft neoromaanse stijlkenmerken en werd vermoedelijk ontworpen door Louis Spaak.

## Interieur
Het interieur wordt overkluisd door een kruisribgewelf en het koor door een straalgewelf.
De kerk bezit een mogelijk 16e-eeuws schilderij van Maria met Kind. Uit de 2e helft van de 17e eeuw zijn schilderijen Piëta, Sint-Hubertus geneest een zieke en Aanbidding der wijzen.
Van omstreeks 1700 is een gepolychromeerd houten beeld van Maria met Kind. Het meeste kerkmeubilair is 19e-eeuws.